# 나쁜 사랑
《나쁜 사랑》(프랑스어: Trois cœurs)은 2014년 공개된 프랑스의 영화이다.

## 출연

### 주연
- 샤를로뜨 갱스부르
- 까뜨린느 드뇌브
- 키아라 마스트로얀니
- 브누와 뽀엘부르드

### 조연
- 캐롤라인 피에트
- 앙드레 마르콩
- 패트릭 밀레
- 토마스 도렛
- 프란시스 르플레이
- 자비에 브리에르
- 니콜라스 사이먼
- 티엔 슈

## 기타
- 공동제작 : 크리스토프 프리델
- 공동제작 : 제네비에브 리말
- 공동제작 : 올리비에 페레
- 공동제작 : 클로디아 스테펜
- 사운드슈퍼바이저 : 안드레아스 힐드브랜트
- 세트 : 실베인 쇼벨로
- 시각효과 : 스테판 비도
- 배역 : 안토니에트 불라